# Angelo Grillo
Angelo Grillo, getauft auf den Namen Vincenzo, (* Januar 1557 in Genua; † Oktober 1629 in Parma) war ein italienischer Dichter.

## Leben
Im Jahr 1572 trat er als Novize in den Benediktinerorden ein und studierte Theologie und Philosophie im Kloster San Benedetto Po. Nach dem Abschluss seines Studiums 1579 lebte er für fünf Jahre in einem Kloster in Brescia, wo er auch anfing zu dichten. 1584 dann begann Grillo mit Torquato Tasso zu korrespondieren, ein Jahr bevor seine Gedichte erstmals gedruckt wurden. Hierbei nutzte der Dichter bei spirituellen und didaktischen Gedichte überwiegend  seinen eigenen Namen, im Gegensatz zu seinen Liebesgeschichten, die er unter dem Pseudonym Livio Celiano veröffentlichte. Die erste separate Ausgabe von Grillos Gedichten wurde 1589 veröffentlicht.
Später lebte Grillo in verschiedenen Klöstern in Italien, darunter in Rom, Padua, Genua, Venedig, Bergamo, Neapel.

## Rezeption
Grillos Ruhm als Dichter war zu Lebzeiten bedeutend, sodass er Mitglied von sieben Akademien war. Viele zeitgenössische Komponisten schrieben Lieder über seine Verse, allen voran Claudio Monteverdi, aber auch Orazio Vecchi, Luca Marenzio und Salamone Rossi.